# Western Springs Stadium
 (avril 2025).
Si vous disposez d'ouvrages ou d'articles de référence ou si vous connaissez des sites web de qualité traitant du thème abordé ici, merci de compléter l'article en donnant les références utiles à sa vérifiabilité et en les liant à la section « Notes et références ».
Western Springs Stadium est un amphithéâtre naturel situé à Auckland (Nouvelle-Zélande). Il accueille des matches de rugby à XV pendant l'hiver et est utilisé en tant que comme circuit pour les motos en été. Il accueille également pour des concerts.
Le stade peut accueillir 30 000 personnes pour les événements sportifs et 50 000 pour les concerts. 